# Mario Procaccino
Mario Angelo Procaccino (Bisaccia, 5 settembre 1912 – Harrison, 20 dicembre 1995) è stato un avvocato e politico statunitense.
Nato a Bisaccia, la sua famiglia si trasferì negli Stati Uniti, quando aveva nove anni. Nonostante la povertà, 
si laurea in legge al City College e Fordham Law School, diventando avvocato nel corso del 1930. 
Negli anni 1940, sotto l'amministrazione di Fiorello La Guardia, lavora presso l'ufficio legale dell'amministrazione cittadina. 
Alla conclusione dell'amministrazione La Guardia, Procaccino lavora presso la Tammany Hall.
Nel corso del 1965, i Democratici di New York sosterrano Procaccino, alla carica di controllore, 
insieme Abe Beame, candidato alla carica di sindaco e Frank O'Connor, come presidente
del consiglio comunale. Procaccino e O'Connor furono eletti, ma Beame fu sconfitto 
da John Lindsay Vliet candidato comune del Partito Repubblicano e liberale.
Durante il 1969 Procaccino vinse le primarie democratiche per l'elezioni alla carica di sindaco con 32,8% di voti 
dopo aver sconfitto, tra gli altri, l'ex sindaco di Robert Wagner Jr.
Considerato uno dei più conservatori dei democratici, non riuscì mai in campagna elettorale ad impensierire Lindsay, che vincerà con il 42% dei voti, Procaccino si fermerà al 36%, mentre il candidato repubblicano Giovanni Marchi otterrà il 22%. 
Dopo l'elezioni, Procaccino lavorerà come commissario d'imposta per il governatore Rockefeller e 
più tardi tornò al suo studio privato.
Procaccino morì a Harrison, nello Stato di New York, nel 1995.